# Oxypogon cyanolaemus
El colibrí chivito de Santa Marta o barbudito azul(Oxypogon cyanolaemus) es una especie de ave apodiforme de la familia Trochilidae (los colibríes) perteneciente al género Oxypogon. Es endémico de la Sierra Nevada de Santa Marta, en el noreste de Colombia.

## Distribución y hábitat
Se encuentra únicamente en el macizo de la Sierra Nevada de Santa Marta, en pastizales de páramos de altitud, entre 3000 y 4800 m.

## Redescubrimiento
La especie era conocida por 62 ejemplares depositados en diversos museos y fue registrada por última vez en 1946, a pesar de varias búsquedas. En marzo de 2014, tres individuos fueron observados y fotografiados en un área apartada de la Sierra Nevada de Santa Marta, en un páramo quemado recientemente. Se necesitan acciones de conservación urgentes en esta localidad. Desde entonces la especie es observada regularmente en dos a cinco sitios.

## Descripción
Alcanza 11,2 a 12,7 cm de longitud corporal; pico de 1,4 cm de largo; envergadura de las alas de 7,1 cm. Tiene crestas blancas, puntiagudas, de 2,3 cm de largo y barbas color azul violáceo brillante con borde blanco. Presenta un parche triangular verdoso obscuro en cada lado de la cara, alrededor de los ojos. Partes superiores de color verde oliva. Cuello blanco con banda inferior gris. Partes inferiores moteadas en marrón y blancuzco. Cola blanca, con excepción de las rectrices centrales y  los bordes distales, que son oscuros.

## Comportamiento
Viven solamente en el páramo en la época de lluvias y se mueven a elevaciones más bajas durante la estación seca. Se alimentan en arbustos bajos, principalmente del néctar de las flores de los frailejones Libanothamnus occultus, de los cuales depende en gran parte su subsistencia. Son solitarios, pero durante la estación seca, las aves se ven con más frecuencia juntas. Durante la estación húmeda, los machos cantan continuamente desde los arbustos y se posan también en las rocas. Al forrajear, los individuos se aferran a las flores o a veces incluso caminan en la tierra y sacuden hacia los insectos.

## Estado de conservación
El colibrí chivito de Santa marta había sido calificado como «críticamente amenazado de extinción» por la Unión Internacional para la Conservación de la Naturaleza (IUCN) hasta el año 2023 cuando fue reevaluado para «amenazado de extinción» debido a su muy pequeña zona de distribución y su población, estimada entre 250 y 1000 individuos maduros. A pesar de que la totalidad de su zona se encuentra dentro del Parque nacional natural Sierra Nevada de Santa Marta, su hábitat preferido de páramo está siendo perdido y degradado rápidamente debido a las quemadas y el exceso de pastoreo.

## Sistemática

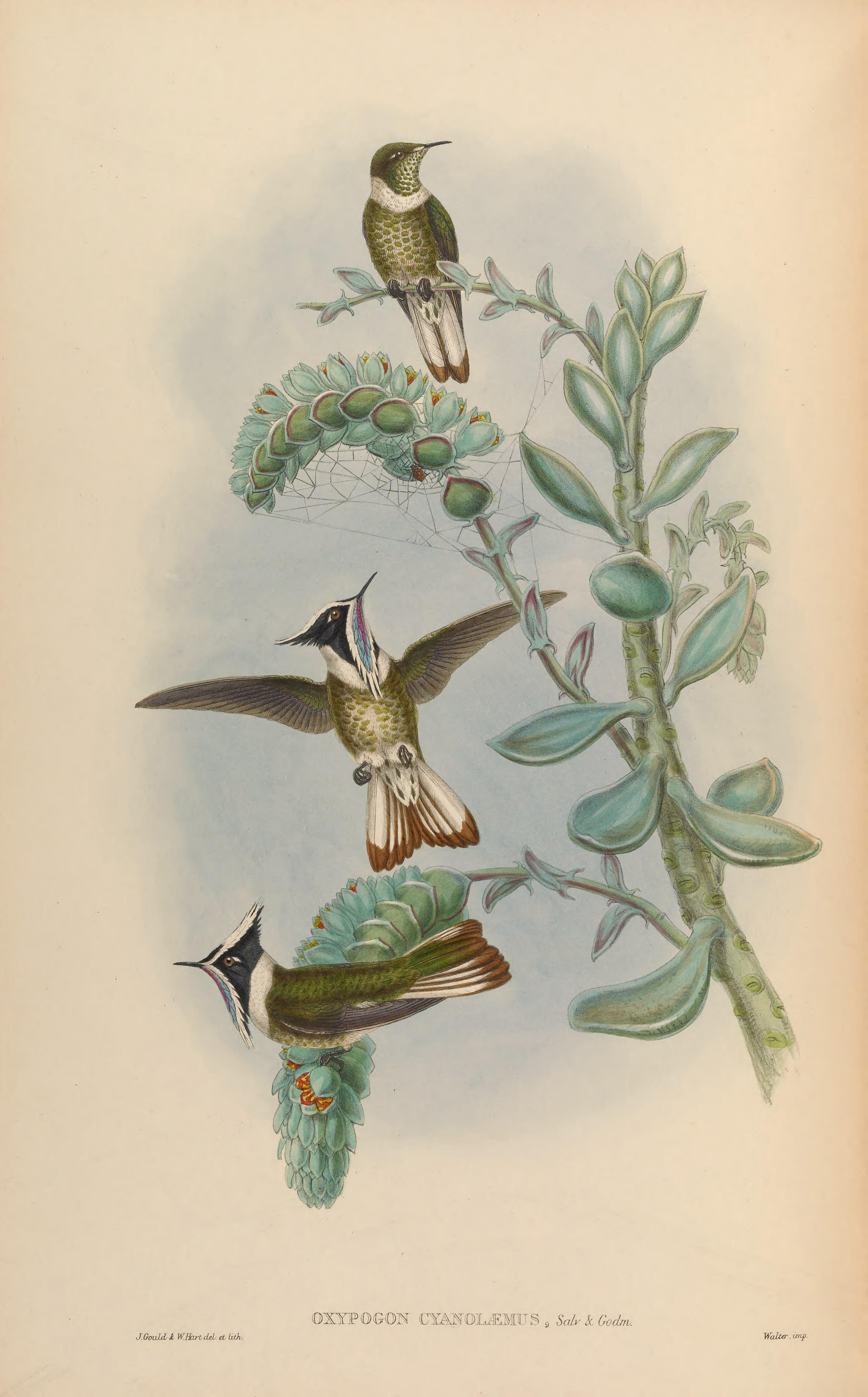
Oxypogon cyanolaemus, ilustración de Gould y Hart en A monograph of the Trochilidae, or family of humming-birds, supplement, 1880.

### Descripción original
La especie O. cyanolaemus fue descrita por primera vez por los zoólogo británicos Osbert Salvin y Frederick DuCane Godman en 1880 bajo el mismo nombre científico; su localidad tipo es: « Sierra Nevada de Santa Marta, 10000–14000 pies (c. 3000–4300 m), Colombia».

### Etimología
El nombre genérico masculino «Oxypogon» es una combinación de las palabras del griego «oxus» que significa ‘agudo, pontudo’, y «pōgōn» que significa ‘barba’; y el nombre de la especie «cyanolaemus» se compone de las palabras del griego «kuanos» que significa ‘azul oscuro’, y «laimos» que significa ‘garganta’.

### Taxonomía
Históricamente, el género Oxypogon era considerado monofilético incluyendo apenas a Oxypogon guerinii, con cuatro subespecies, entre las cuales el presente taxón. En 2013, un estudio morfológico y morfométrico propuso la elevación de los cuatro taxones a la condición de especies plenas. La elevación a especie fue reconocida en la Propuesta No 609 al Comité de Clasificación de Sudamérica (SACC).
Es monotípica.